# Драговиштиця (Софійська область)
Драгови́штиця (болг. Драговищица) — село в Софійській області Болгарії. Входить до складу общини Костинброд.

## Населення
За даними перепису населення 2011 року у селі проживала 1191 особа, з них 1122 особи (99,6%) — болгари.
Розподіл населення за віком у 2011 році:
Динаміка населення: